# 소가하타 히토시
소가하타 히토시(일본어: 曽ヶ端 準, 1979년 8월 2일 ~ )는 일본의 전 축구 선수로 현역 시절 가시마 앤틀러스의 핵심 골키퍼로 활약했으며 특히 2009년 11월 8일 몬테디오 야마가타전에서 한 차례의 슈팅을 허용하지 않았다.

## 클럽 경력

### 가시마 앤틀러스
1998년 고향팀인 가시마 앤틀러스 입단 후 2020년 은퇴할 때까지 단 한번도 이적하지 않고 가시마에서만 공식전 744경기에 출장하며 J1리그 6회 우승 및 1회 준우승, 4번의 리그 3위, 2번의 리그 4위, J리그컵 5회 우승 및 3회 준우승과 4번의 4강 진출, 천황배 4회 우승 및 2회 준우승과 4번의 4강 진출, 2003년 A3 챔피언스컵 우승, 2016년 FIFA 클럽 월드컵 준우승, 2018년 AFC 챔피언스리그 우승, 2018년 FIFA 클럽 월드컵 4위, 일본 슈퍼컵 4회 우승 및 4회 준우승, 수루가 뱅크 챔피언십 2회 우승 및 1회 준우승 등의 굵직한 성과들을 남겼고 J리그컵 2001 뉴히어로상, J리그 디비전 1 2002 베스트 11, J리그 디비전 1 2003 페어플레이 개인상을 수상하는 등 22년간 가시마 앤틀러스의 골문을 든든히 지켰다.

## 국가대표팀 경력

### 일본 U-17
일본 U-17 대표팀 소속으로 1994년 AFC U-16 챔피언십에 참가하여 일본의 사상 첫 AFC U-17 아시안컵 우승이자 2년만의 AFC 주관 대회 우승에 기여했다.

### 일본 U-23
일본 U-23 대표팀의 일원으로 2004년 하계 올림픽에 참가했고 비록 팀은 가나와의 최종전에서야 겨우 승리를 거두었지만 B조 꼴찌로 조별리그에서 탈락하는 수모를 겪었다. 

### 일본 A대표팀
2001년 11월 7일 UEFA 유로 2000 준우승팀인 이탈리아와의 친선 경기에서 일본 A대표팀 소속으로 국제 A매치 데뷔전을 치렀으나 이후엔 가와구치 요시카쓰, 나라자키 세이고 등에 밀려 많은 경기에는 출전하지 못했다.
그리고 이듬해 자국에서 열린 2002년 FIFA 월드컵 본선 23인 엔트리에 전격 합류하여 일본의 사상 첫 월드컵 16강 진출에 힘을 보탰으나 대회 내내 주전인 나라자키 골키퍼가 4경기에 모두 선발로 출전하면서 월드컵 본선 무대를 1경기도 밟지 못했으며 결국 2003년 A매치 통산 4경기 출전 기록만 남긴 채 국가대표팀 유니폼을 반납했다.

## 통계

### 구단
| 가시마 앤틀러스 | 가시마 앤틀러스 | 가시마 앤틀러스 |
| 연도            | 출전            | 골              |
| --------------- | --------------- | --------------- |
| 1998            | 0               | 0               |
| 1999            | 4               | 0               |
| 2000            | 6               | 0               |
| 2001            | 29              | 0               |
| 2002            | 38              | 0               |
| 2003            | 39              | 0               |
| 2004            | 36              | 0               |
| 2005            | 41              | 0               |
| 2006            | 29              | 0               |
| 2007            | 47              | 0               |
| 2008            | 38              | 0               |
| 2009            | 40              | 0               |
| 2010            | 42              | 0               |
| 2011            | 40              | 0               |
| 2012            | 47              | 0               |
| 2013            | 43              | 0               |
| 2014            | 40              | 0               |
| 2015            | 29              | 0               |
| 합계            | 588             | 0               |

### 국가대표팀
| 일본 | 일본 | 일본 |
| 연도 | 출전 | 득점 |
| ---- | ---- | ---- |
| 2001 | 1    | 0    |
| 2002 | 1    | 0    |
| 2003 | 2    | 0    |
| 통산 | 4    | 0    |

## 대회 성적

### 클럽 (선수)
가시마 앤틀러스
- J1리그 : 우승 (1998, 2000, 2001, 2007, 2008, 2009, 2016), 준우승 (2017), 3위 (2005, 2014, 2018, 2019), 4위 (2002, 2010)
- J리그컵 : 우승 (2000, 2002, 2011, 2012, 2015), 준우승 (1999, 2003, 2006), 4강 (2001, 2007, 2018, 2019)
- 천황배 : 우승 (2000, 2007, 2010, 2016), 준우승 (2002, 2019), 4강 (2003, 2006, 2012, 2018)
- AFC 챔피언스리그 엘리트 : 우승 (2018)
- FIFA 클럽 월드컵 : 준우승 (2016), 4위 (2018)
- A3 챔피언스컵 : 우승 (2003)
- 일본 슈퍼컵 : 우승 (1999, 2009, 2010, 2017), 준우승 (2001, 2002, 2008, 2011)
- 수루가 뱅크 챔피언십 : 우승 (2012, 2013), 준우승 (2016)

### 국가대표팀 (선수)
일본 U-17
- AFC U-17 아시안컵 : 우승 (1994)

### 개인
- J리그컵 뉴히어로상 : 2001
- J1리그 베스트 11 : 2002
- J1리그 페어플레이 개인상 : 2003